# Aristoclides (pintor)
Aristoclides (en grec antic: Άριστοκλείδης, llatí: Aristoclīdēs) va ser un pintor de l'antiga Grècia.
Plini el Vell diu que va pintar el temple d'Apol·lo a Delfos, i que mereix ser considerat com un dels millors mestres en l'art de la pintura.